# Stazione di Follonica
La stazione di Follonica è la stazione ferroviaria posta lungo la ferrovia Tirrenica a servizio della città di Follonica, in provincia di Grosseto.

## Storia

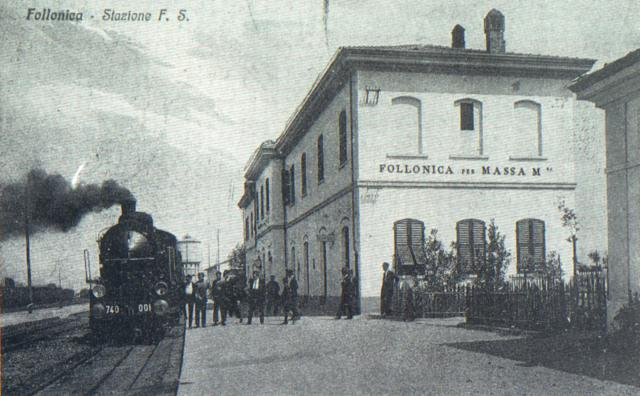
Stazione di Follonica per Massa Marittima (cartolina d'epoca)

La stazione venne inaugurata dalle Strade Ferrate Romane il 12 novembre 1863, contestualmente alla tratta da San Vincenzo. Il successivo prolungamento fino a Orbetello, che la rese passante, risale al 15 giugno 1864.
Nel 1885 la stazione passò, come il resto della ferrovia Tirrenica, alla Società per le Strade Ferrate del Mediterraneo esercente la cosiddetta "Rete Mediterranea" (RM) per poi passare, nel 1905, alle neocostituite Ferrovie dello Stato.
Dal 1902 al 1944 fu affiancata dalla stazione FMF, capolinea della linea per Massa Marittima; in tale periodo l'impianto statale era denominato "Follonica per Massa Marittima".
Alcuni riordini al piano del ferro della stazione avvennero in occasione del raddoppio della ferrovia, inaugurato il 3 novembre 1920 nel tratto fino a Campiglia Marittima e il 1º luglio 1922 in quello verso Scarlino.
Gli impianti di stazione furono elettrificati alla tensione continua di 3.000 V in occasione dell'adozione di tale tipo di trazione sulla Livorno-Roma, attivata il 14 novembre 1938.

## Strutture e impianti
A seguito dei lavori del 2015, la stazione è composta da 2 soli binari passanti per il servizio passeggeri, serviti da 2 banchine collegate tramite sottopassaggio: solitamente il binario 1 viene usato in direzione Pisa e il 2 in direzione Roma. Da un anno circa è attivo anche il binario 3, funge da binario di precedenza e per capolinea per i treni che si attestano tra Firenze e Follonica, quindi come terminale e capolinea.
Al 2025 tutti i locali interni della stazione (ad eccezione del bar e di una piccola area biglietteria con personale) sono inaccessibili a causa di importanti lavori di restyling che stanno interessando il fabbricato viaggiatori. L'accesso ai binari è pertanto consentito esclusivamente transitando all'esterno.

## Movimento
La stazione è servita dai treni Regionali effettuati da Trenitalia nell'ambito del contratto di servizio stipulato con la Regione Toscana, nonché da alcuni treni InterCity, svolti anch'essi da Trenitalia.
Nel 2007 la stazione registrava un flusso passeggeri giornaliero di circa 665 unità.
Il traffico merci nello scalo si mantenne intenso nella prima metà del secolo, sia per la presenza del raccordo con la ferrovia per Massa Marittima, che drenava i traffici provenienti dalla miniera della Val d'Aspra, sia per l'esistenza di un raccordo con la locale ferriera, i cui traffici erano in relazione con quelli siderurgici da/verso Piombino.

## Servizi
La stazione, che RFI classifica nella categoria "silver", dispone di:
- Biglietteria a sportello
- Biglietteria automatica
- Sala d'attesa
- Bar
- Servizi igienici

## Interscambi
- Stazione taxi
- Fermata autobus